# Meesterklasse 1996/97
In der Meesterklasse 1996/97 wurde die 74. niederländische Mannschaftsmeisterschaft im Schach ausgespielt. Es handelte sich gleichzeitig um die erste Saison, in der die Spielklasse den Namen Meesterklasse trug (bis zur Saison 1995/96 wurde diese als Hoofdklasse bezeichnet).
Zu den gemeldeten Mannschaftskadern siehe Mannschaftskader der Meesterklasse 1996/97.

## Modus
Die 10 teilnehmenden Mannschaften spielten in der Vorrunde ein einfaches Rundenturnier. Die beiden Letzten stiegen in die Klasse 1 ab, die ersten Vier qualifizierten sich für das Play-off. Das Play-off wurde im K.-o.-System ausgetragen, es wurden alle vier Plätze ausgespielt.

## Spieltermine
Die Wettkämpfe der Vorrunde wurden ausgetragen am 21. September, 19. Oktober, 23. November, 14. Dezember 1996, 11. Januar, 15. Februar, 8. März, 5. und 26. April 1997. Die Play-off-Wettkämpfe fanden am 30. und 31. Mai 1997 in Breda statt.

## Vorrunde
Schon vor der letzten Runde hatten der Titelverteidiger Panfox/De Variant Breda, die Hilversums Schaakgenootschap und der Vorjahresaufsteiger Leidsch Schaakgenootschap ihre Plätze im Play-off sicher, während SMB Nijmegen und Van Berkel/BSG noch um den letzten Play-off-Platz stritten. Bussum unterlag in der letzten Runde Rotterdam, und so erreichte Nijmegen durch einen Sieg gegen Philidor Leeuwarden noch den vierten Platz. Neben Leiden war aus der Klasse 1 HWP Sas van Gent aufgestiegen, diese stiegen zusammen mit Leeuwarden direkt wieder ab.

### Abschlusstabelle
| Pl.  | Verein                        | Sp | G | U | V | MP   | Brett-P.  |
| ---- | ----------------------------- | -- | - | - | - | ---- | --------- |
| 01.  | Panfox/De Variant Breda (M)   | 9  | 9 | 0 | 0 | 18:0 | 64,0:26,0 |
| 02.  | Hilversums Schaakgenootschap  | 9  | 7 | 1 | 1 | 15:3 | 62,0:28,0 |
| 03.  | Leidsch Schaakgenootschap (N) | 9  | 6 | 0 | 3 | 12:6 | 46,0:44,0 |
| 04.  | SMB Nijmegen                  | 9  | 5 | 0 | 4 | 10:8 | 50,0:40,0 |
| 05.  | Van Berkel/BSG                | 9  | 4 | 1 | 4 | 9:9  | 46,5:43,5 |
| 06.  | SV Zukertort Amstelveen       | 9  | 4 | 1 | 4 | 9:9  | 42,0:48,0 |
| 07.  | Rotterdam                     | 9  | 3 | 2 | 4 | 8:10 | 45,5:44,5 |
| 08.  | Utrecht                       | 9  | 2 | 1 | 6 | 5:13 | 36,0:54,0 |
| 09.  | Philidor Leeuwarden           | 9  | 1 | 1 | 7 | 3:15 | 31,5:58,5 |
| 010. | HWP Sas van Gent (N)          | 9  | 0 | 1 | 8 | 1:17 | 26,5:63,5 |

### Entscheidungen
|     | Teilnehmer am Play-off: Panfox/De Variant Breda, Hilversums Schaakgenootschap, Leidsch Schaakgenootschap, SMB Nijmegen |
|     | Absteiger in die Klasse 1: Philidor Leeuwarden, HWP Sas van Gent                                                       |
| (M) | Meister der letzten Saison                                                                                             |
| (N) | Aufsteiger der letzten Saison                                                                                          |

### Kreuztabelle
| Ergebnisse | Ergebnisse                   | 01. | 02. | 03. | 04. | 05. | 06. | 07. | 08. | 09. | 010. |
| ---------- | ---------------------------- | --- | --- | --- | --- | --- | --- | --- | --- | --- | ---- |
| 01.        | Panfox/De Variant Breda      |     | 6   | 9   | 5½  | 7   | 7   | 6½  | 5½  | 9   | 8½   |
| 02.        | Hilversums Schaakgenootschap | 4   |     | 7   | 8   | 6   | 8   | 5   | 8   | 7½  | 8½   |
| 03.        | Leidsch Schaakgenootschap    | 1   | 3   |     | 6½  | 5½  | 4   | 6   | 8   | 6   | 6    |
| 04.        | SMB Nijmegen                 | 4½  | 2   | 3½  |     | 3   | 8   | 6½  | 8   | 7½  | 7    |
| 05.        | Van Berkel/BSG               | 3   | 4   | 4½  | 7   |     | 5½  | 4½  | 5   | 6   | 7    |
| 06.        | SV Zukertort Amstelveen      | 3   | 2   | 6   | 2   | 4½  |     | 5   | 6   | 6   | 7½   |
| 07.        | Rotterdam                    | 3½  | 5   | 4   | 3½  | 5½  | 5   |     | 6½  | 4½  | 8    |
| 08.        | Utrecht                      | 4½  | 2   | 2   | 2   | 5   | 4   | 3½  |     | 7   | 6    |
| 09.        | Philidor Leeuwarden          | 1   | 2½  | 4   | 2½  | 4   | 4   | 5½  | 3   |     | 5    |
| 10.        | HWP Sas van Gent             | 1½  | 1½  | 4   | 3   | 3   | 2½  | 2   | 4   | 5   |      |

## Play-off

### Übersicht
|  | Halbfinale                   | Halbfinale                   |                           |    | Finale | Finale |
|  |                              |                              |                           |    |        |        |
|  | Panfox/De Variant Breda      | 7                            |                           |    |        |        |
|  | SMB Nijmegen                 | 3                            |                           |    |        |        |
|  |                              |                              |                           |    |        |        |
|  |                              |                              |                           |    |        |        |
|  | Panfox/De Variant Breda      | 5½                           |                           |    |        |        |
|  |                              | Hilversums Schaakgenootschap | 4½                        |    |        |        |
|  |                              |                              |                           |    |        |        |
|  | 3. Platz                     |                              |                           |    |        |        |
|  |                              |                              | SMB Nijmegen              | 6½ |        |        |
|  | Hilversums Schaakgenootschap | 6½                           | Leidsch Schaakgenootschap | 3½ |        |        |
|  | Leidsch Schaakgenootschap    | 3½                           |                           |    |        |        |

### Halbfinale
Im Halbfinale trafen in einem Wettkampf der Vorrunde-Vierte Nijmegen auf den Vorrunden-Sieger Breda und im anderen Wettkampf mit Hilversum und Leiden der Zweite und Dritte der Vorrunde aufeinander. Beide Wettkämpfe sahen deutliche Siege der Mannschaften mit besserer Platzierung in der Vorrunde.
| Panfox/De Variant Breda | SMB Nijmegen         | Ergebnis |
| ----------------------- | -------------------- | -------- |
| Jan Timman              | Theo Hommeles        | 0:1      |
| Loek van Wely           | Jeroen Vanheste      | 1:0      |
| Jop Delemarre           | Fitzgerald Krudde    | 0:1      |
| Ivan Sokolov            | Jan van de Mortel    | 1:0      |
| Rafael Vaganian         | Dharma Tjiam         | 1:0      |
| Manuel Bosboom          | Willy Hendriks       | 1:0      |
| Julian Hodgson          | Heico Kerkmeester    | 1:0      |
| Michail Gurewitsch      | Stan van Gisbergen   | 1:0      |
| John van der Wiel       | Hans Klip            | 0:1      |
| Frans Cuijpers          | Lucas van der Linden | 1:0      |

| Hilversum SG         | Leidsch SG              | Ergebnis |
| -------------------- | ----------------------- | -------- |
| Ljubomir Ljubojević  | Leon Konings            | 1:0      |
| Paul van der Sterren | Machiel de Heer         | 1:0      |
| Ian Rogers           | Eelco Kuipers           | 0:1      |
| Friso Nijboer        | Martin Roobol           | 1:0      |
| Yona Kosashvili      | Stefan van Blitterswijk | ½:½      |
| Zsófia Polgár        | Michiel Bosman          | 1:0      |
| Henk Vedder          | Henk van Putten         | 1:0      |
| Paul Boersma         | Rag de Graaf            | 1:0      |
| Wieb Zagema          | Maarten Strijbos        | 0:1      |
| Leon Pliester        | Edwin van Haastert      | 0:1      |

### Finale und Spiel um Platz 3
Während sich im Spiel um Platz 3 Nijmegen mit einem 6½:3½ deutlich für die Niederlage in der Vorrunde revanchieren konnte, fiel die Entscheidung im Finale knapp aus. Mit einem 5½:4½ gelang es Breda, den Vorjahrestitel zu verteidigen.
| Panfox/De Variant Breda | Hilversum SG         | Ergebnis |
| ----------------------- | -------------------- | -------- |
| Loek van Wely           | Paul van der Sterren | ½:½      |
| Rafael Vaganian         | Ian Rogers           | ½:½      |
| Ivan Sokolov            | Ljubomir Ljubojević  | 1:0      |
| Jan Timman              | Friso Nijboer        | 0:1      |
| Michail Gurewitsch      | Joris Brenninkmeijer | 1:0      |
| Julian Hodgson          | Yona Kosashvili      | ½:½      |
| Stuart Conquest         | Paul Boersma         | ½:½      |
| John van der Wiel       | Wieb Zagema          | 1:0      |
| Marinus Kuijf           | Zsófia Polgár        | ½:½      |
| Albert Blees            | Rudy Douven          | 0:1      |

| SMB Nijmegen         | Leidsch SG              | Ergebnis |
| -------------------- | ----------------------- | -------- |
| Theo Hommeles        | Maarten Strijbos        | 1:0      |
| Jeroen Vanheste      | Machiel de Heer         | 0:1      |
| Fitzgerald Krudde    | Stefan van Blitterswijk | 1:0      |
| Willy Hendriks       | Eelco Kuipers           | ½:½      |
| Hans Klip            | Leon Konings            | ½:½      |
| Stan van Gisbergen   | Martin Roobol           | 1:0      |
| Dharma Tjiam         | Michiel Bosman          | 1:0      |
| Jan van de Mortel    | Edwin van Haastert      | ½:½      |
| Heico Kerkmeester    | Henk van Putten         | 1:0      |
| Lucas van der Linden | Rag de Graaf            | 0:1      |

### Entscheidungen
|  | Niederländischer Mannschaftsmeister: Panfox/De Variant Breda |

## Die Meistermannschaft
| 1.            | Panfox/De Variant Breda |
| Schachfiguren | Ivan Sokolov, Jan Timman, Loek van Wely, Rafael Vaganian, Julian Hodgson, Michail Gurewitsch, John van der Wiel, Marinus Kuijf, Stuart Conquest, Frans Cuijpers, Albert Blees, Manuel Bosboom, Johannes van Mil, Martin Martens, Herman Grooten, Jop Delemarre, Taco Vrenegoor, Joost Hoogendoorn, Erika Sziva, Ruud Janssen, Johan Borst, Remko van der Burght, Rex van Dijken. |